# 경 (수)
경(京, 1016)은 10의 16제곱을 나타내는 한자 수사이다. 한자 문화권 일부 나라에서 사용되며, 의미의 변천이 있었다.

## 값
현대 한국어에서, 수사 조·경·해가 나타내는 값은 만 배씩 변화한다. 즉, 만억은 조, 만조는 경, 만경은 해다. 이는 상대적으로 늦게 등장한 명수법이다. 일본의 저서 《진겁기》에 처음 등장하며, 청나라 저서 《어제수리정온》에도 언급된다. 한국에는 개화기 때 일본의 영향을 받아 도입되었다.
- 1조 = 10,000억 = 1012 = 1,000,000,000,000
- 1경 = 10,000조 = 1016 = 10,000,000,000,000,000
- 1해 = 10,000경 = 1020 = 100,000,000,000,000,000,000

하수·중수·상수는 한자 수사의 옛 명수법이다. 하수·중수·상수에서, “경”은 각각 107, 1024, 1032이다.

### 하수
하수에서, 조·경·해의 값은 열 배씩 변화한다. 즉, 10억은 조, 10조는 경, 10경은 해다. 이러한 명수법은 《수술기유》, 《오경산술》, 《손자산경》 등 저서에 등장한다.
- 1조 = 10억 = 106 = 1,000,000
- 1경 = 10조 = 107 = 10,000,000
- 1해 = 10경 = 108 = 100,000,000

### 중수
중수에서, 조·경·해의 값은 억 배씩 변화한다. 즉, 억억은 조, 억조는 경, 억경은 해다. 이는 《수술기유》, 《오경산술》, 《손자산경》 및 명나라 저서 《산학계몽》 및 《상명산법》에 등장하며, 조선의 산학서 《구수략》과 《산학입문》에도 실려 있다.
- 1조 = 108억 = 1016 = 10,000,000,000,000,000
- 1경 = 108조 = 1024 = 1,000,000,000,000,000,000,000,000
- 1해 = 108경 = 1032 = 100,000,000,000,000,000,000,000,000,000,000

### 상수
상수에서, 조·경·해의 값은 제곱씩 변화한다. 즉, 억억은 조, 조조는 경, 경경은 해다. 이는 《수술기유》, 《오경산술》, 《손자산경》 등 저서에 등장한다.
- 1조 = 1억의 제곱 = 1016 = 10,000,000,000,000,000
- 1경 = 1조의 제곱 = 1032 = 100,000,000,000,000,000,000,000,000,000,000
- 1해 = 1경의 제곱 = 1064 = 10,000,000,000,000,000,000,000,000,000,000,000,000,000,000,000,000,000,000,000,000,000

## 참고 문헌
- 김병덕 (1994). “우리나라 命數法에 대한 小考”. 《基礎科學硏究所 論文集》 6: 9–13.
- 김병덕 (1999). “우리나라 명수법에 대한 소고(II)”. 《한국수학사학회지》 12 (1): 53–64.
- 刘群. “有关中文大数词问题的缘由和建议” (PDF) (중국어). 2018년 4월 20일에 원본 문서 (PDF)에서 보존된 문서. 2018년 4월 19일에 확인함.